# Алханов, Али Дадашевич
Али́ (Алу́) Дада́шевич Алха́нов (чечен. Алханов Ӏалу; род. 20 января 1957, Кировский, Талды-Курганская область) — российский государственный деятель. Заместитель министра юстиции Российской Федерации с 15 февраля 2007 года.
Президент Чеченской Республики с 5 октября 2004 по 15 февраля 2007 года.
Действительный государственный советник юстиции Российской Федерации 1 класса, генерал-лейтенант милиции в отставке, кандидат юридических наук.

## Биография
Родился 20 января 1957 года в посёлке Кировский Кировского района Талды-Курганской области Казахской ССР через несколько дней после отмены постановления о депортации чеченцев. Выходец из тайпа Гендарганой. Вскоре после рождения сына семья вернулась из депортации на родину, в село Урус-Мартан.
После окончания школы в 1973 году Алханов работал в совхозе. Служил в Советской армии (1975—1977) в Южной группе войск, дислоцировавшейся на территории Венгрии.
С 1979 года начал работать в правоохранительных органах. Был сотрудником и командиром линейного отделения ОВД в аэропорту Грозного, инспектором уголовного розыска Северо-Кавказского управления внутренних дел на транспорте, старшим оперуполномоченным по борьбе с наркоманией, начальником отделения уголовного розыска, начальником криминальной милиции линейного ОВД на станции «Грозный».
В 1983 году окончил школу транспортной милиции в Могилёве (ныне Могилёвский институт Министерства внутренних дел Республики Беларусь). В 1994 году окончил Ростовскую высшую школу милиции по специальности «правоведение».
С 1994 по 1997 год был начальником Грозненского линейного отдела внутренних дел на транспорте.
С 1997 по 2000 год был старшим оперуполномоченным Минераловодского отделения оперативно-розыскного управления Северо-Кавказского УВД на транспорте, начальником линейного ОВД на станции г. Шахты Ростовской области.
В 2000 году вернулся на службу в правоохранительные органы Чеченской Республики.
С 2000 по 2003 год был начальником Грозненского линейного УВД на транспорте. Восстанавливал транспортную милицию Грозного.
Во время первой чеченской войны присоединился к федеральным войскам и награждён орденом Мужества за защиту Грозного во время его штурма бойцами ЧРИ. В апреле 2003 года был назначен президентом республики Ахматом Кадыровым на пост министра внутренних дел. 10 ноября 2003 года Ахмат Кадыров вручил ему погоны генерал-майора.

### Президент Чеченской Республики

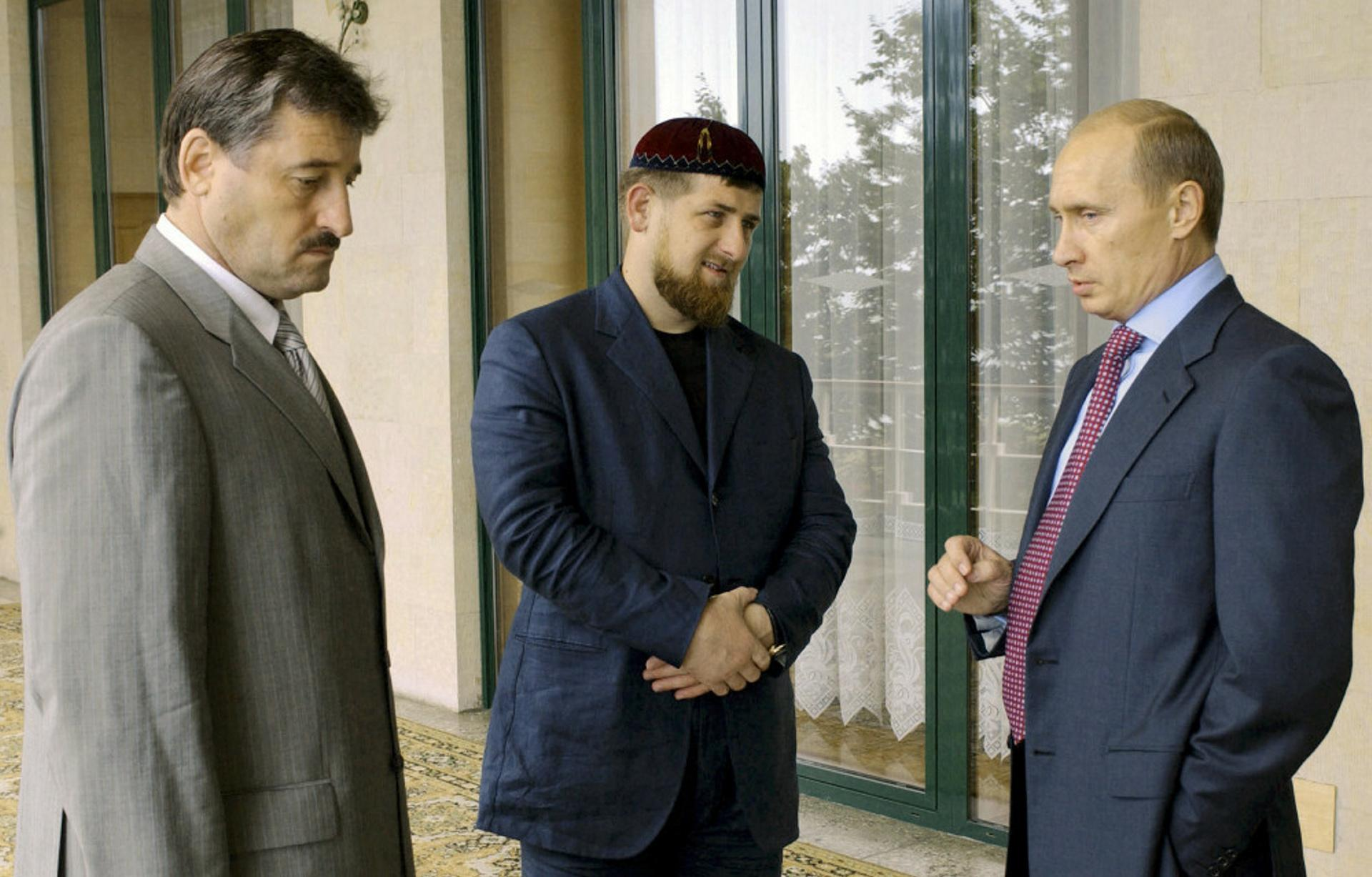
Али Алханов, Рамзан Кадыров и Владимир Путин. 2004 год

После убийства Ахмата Кадырова 9 мая 2004 года, Алханов получил поддержку Кремля на выдвижение своей кандидатуры на пост президента. В августе того же года был избран президентом Чечни. Вступил в должность 5 октября 2004 года.
В августе 2006 года Алханов преобразовал Совет безопасности республики в Совет экономической и общественной безопасности (СЭОБ). Руководителем новой структуры был назначен бывший первый помощник и родственник Алу Алханова Герман Вок (Исраилов).
Алу Алханов опирался на поддержку батальонов спецназа ГРУ «Запад» под командованием Сайд-Магомеда Какиева и собственную службу безопасности. Кроме того, к группе его поддержки принято относить местное руководство малой родины Алханова из Урус-Мартана, всегда бывшего оппозиционным сепаратистскому режиму. Многие руководители Урус-Мартана назначены Алхановым.
На протяжении 2005 и 2006 годом между Алу Алхановым и Рамзаном Кадыровым усиливалось противостояние, которое достигло своего апогея в начале февраля 2007 года после событий, связанных с отставкой секретаря СОЭБ Германа Вока.
15 февраля 2007 года Президент России Владимир Путин принял отставку Алханова с поста президента Чечни.

### Дальнейшая карьера
В день отставки с поста главы Чечни Алханов был назначен заместителем министра юстиции Российской Федерации.
Член Комиссии по экспортному контролю с 2008 года.
Был членом Комиссии по противодействию попыткам фальсификации истории в ущерб интересам России с 2009 по 2012 год.
В апреле 2010 года избран председателем Комитета по этике РФС. 10 августа 2011 года подал в отставку в связи с занятостью на государственной службе.
Член Совета по делам казачества при президенте России с 2010 года.
Указом Президента Российской Федерации от 18 ноября 2019 года включён в состав Геральдического совета при Президенте Российской Федерации.

## Семья
Женат.

## Награды
Государственные
- Медаль «За отвагу»
- Почётная грамота Президента Российской Федерации
- Благодарность Президента Российской Федерации
- Медаль «В память 300-летия Санкт-Петербурга»
- Медаль «За отличие в охране общественного порядка»
- Орден Мужества
- Почётная грамота правительства Российской Федерации (20 января 2007) — за большой личный вклад в восстановление экономики и социальной сферы Чеченской Республики[16]
- Орден «За заслуги перед Отечеством» IV степени (15 февраля 2007) — за большой вклад в социально-экономическое развитие республики, укрепление российской государственности и конституционного строя[17]
- Орден Почёта (12 октября 2011) — за достигнутые трудовые успехи и многолетнюю добросовестную работу[18]
- Орден Александра Невского (20 марта 2017) — за заслуги в деле государственного строительства, укреплении законности и многолетнюю добросовестную работу[19]
- Орден «За заслуги перед Отечеством» III степени (25 августа 2022) — за а заслуги в укреплении российской государственности и многолетнюю добросовестную государственную службу[20]
- Медаль Столыпина П.А. II степени (24 сентября 2024) — за заслуги в укреплении законности, защите прав и интересов граждан, многолетнюю добросовестную работу

Общественные и спортивные
- Кавалер Золотого Почётного знака «Общественное признание» 2004 года
- Мастер спорта по дзюдо

## Классный чин
- Действительный государственный советник юстиции Российской Федерации 1-го класса (13 декабря 2007)[21]